# 空挺迷彩服2型
迷彩服2型空挺用（めいさいふくにがたくうていよう）は、日本の陸上自衛隊で戦闘装着セットの1つとして、迷彩服2型と同時期に採用された空挺部隊用の迷彩服である。

## 概要
空挺降下という任務を考慮し、上衣前合せ部分の内側にファスナー、外側にボタンが備わっており、風の進入を食い止める役割を果している。また、ウエストは紐で絞り込むことができる。
襟の形も異なり、裏側にはマジックテープがある。
袖のペン刺し部分、ポケットの形状とその止め方、袖口の止め方など、仕様が迷彩服2型と異なっている。また、耳栓を入れる為のポケットも新に追加されている。
ズボンでは、裾にポケットが追加され、各ポケットの形状も違いが見られる。臀部の生地が2重になっており、一般用の物より耐久性が高い。
迷彩服2型と同様に、耐熱性と対赤外線偽装が付与されているが、「戦闘装着セット」として支給された以外のものには、赤外偽装機能が施されていない。